# Torre Shalom Meir
La Torre Shalom Meir (en hebreu: מגדל שלום מאיר) (Migdal Shalom Meir ) també coneguda com a Migdal Shalom (en hebreu: מגדל שלום) és un edifici d'oficines i el primer gratacel d'Israel, a Tel-Aviv. Quan es va completar el 1965, era l'edifici més alt de l'Orient Mitjà i rivalitzava amb els edificis més alts d'Europa. Per construir la torre, l'històric gimnàs hebreu de Hertseliyya fou demolit. La Torre Shalom acull ara el centre Tel-Aviv, una sala que acull una sèrie d'exposicions permanents i temporals dedicades als inicis i el desenvolupament de la ciutat.

## Història
La torre va ser construïda en el mateix indret a on hi havia l'institut hebreu d'educació secundària de Hertsliyya, també conegut com a gimnàs de Hertseliyya. L'edifici històric va ser arrasada i el centre va haver de ser demolit per poder construir la torre el 1962. Aquesta decisió va ser lamentada més tard i el gimnàs de Herzliya es va esdevenir l'emblema de la societat per a la conservació dels llocs i el patrimoni d'Israel (Society for the Preservation of Historic Sites).
La torre va ser construïda pels germans Meir: Moshe, Mordechai i Menachem Meir, els quals van donar a la torre el nom de llur pare, el rabí Shalom-Shachna Meir, nascut a Sanok, a Galítsia. Shalom-Shachna Meir es va casar amb la filla d'un ric fabricant de Moldàvia, país on va viure fins a 1920, i va ser un pròsper home de negocis, així com en un líder dels sionistes locals. El 1920 va emigrar a Palestina, on va esdevenir una figura pública important en els primers anys de la ciutat de Tel-Aviv i va ser membre del primer ajuntament del municipi i un dels fundadors de la ciutat de Ramat Gan.

## Descripció
La torre Migdal Shalom té 34 plantes i arriba a una alçada de 120-130 metres. Té 50.000 metres cúbics de formigó, 4.000 tones d'acer, 35 quilòmetres de canonades d'aigua i 500 quilòmetres de cablejat van ser utilitzats en la construcció. L'edifici té una façana de rajoles de color crema que va ser creada especialment i va ser fabricada a Itàlia. De sota, hi ha una estació subterrània, però els rails mai van ser instal·lats i l'estació roman buida i desconnectada de qualsevol xarxa ferroviària. Fou el gratacel més alt d'Israel durant 34 anys; superat per la Torre Circular del Centre Azrieli a Tel-Aviv el 1999.

### El museu i les galeries
El passeig de la planta baixa mostra un mosaic mural realitzat per l'artista israelià Nachum Gutman que està davant d'un altre fet per David Sharir. Hi ha altres exposicions permanents i temporals dedicades a les primeres dècades de la història de Tel-Aviv a la planta baixa i al primer pis.